# Elevator Action
Elevator Action (エレベーターアクション?, Erebētā Akushon) è un videogioco arcade a piattaforme del 1983, prodotto e pubblicato dalla Taito, portato anche a varie piattaforme casalinghe nel 1985-1987. Si tratta di un titolo con una meccanica di gioco piuttosto innovativa per l'epoca.
Il protagonista è Agente 17, nome in codice Otto, un agente segreto che si infiltra in un grattacielo, dopo essersi calato sul tetto con un rampino; egli deve riuscire a rubare alcuni documenti e poi a fuggire rubando un'auto dal garage posto al piano terra. Ma l'edificio brulica di guardie armate e può essere attraversato solo grazie a numerosi ascensori (elevator in inglese) e scale mobili.

## Modalità di gioco
Ogni livello di Elevator Action consiste in un unico grattacielo (cambiano solo i colori dei muri), alto decine di piani. La schermata scorre verticalmente man mano che si scende. Inizialmente i piani sono semplici e stretti, ma poi si allargano e il sistema di ascensori può diventare anche complesso, come un rompicapo. Ci sono numerose porte blu, dalle quali escono casualmente i nemici. Le poche porte rosse invece contengono i documenti da rubare, e bisogna entrare in ognuna di queste (ottenendo 500 punti) prima di poterlo terminare, raggiungendo il piano terra.
I nemici sono principalmente guardie in vestito nero e borsalino, armate di pistola (il protagonista ha un'arma identica). Tutte le pistole possono sparare solo in orizzontale, con munizioni illimitate, e uccidono con un sol colpo. Toccarli fisicamente non è di per sé letale.
Agente 17 può saltare per schivare i proiettili bassi; se salta addosso a un nemico lo elimina con un calcio. Può accovacciarsi per schivare i proiettili alti e anche sparare mentre è accovacciato. Alcune zone del palazzo sono al buio e non è possibile vedere le porte blu chiuse. Si può oscurare temporaneamente una zona anche sparando ai lampadari, i quali tra l'altro cadendo elimineranno i nemici che vi si trovano sotto. Si può perdere la vita quando l'agente viene colpito da un proiettile del nemico, oppure cadendo nella tromba degli ascensori o ancora venendo schiacciato sopra o sotto un medesimo (questo può accadere anche ai nemici).

## Accoglienza
Ai suoi tempi, la versione originale (quella arcade) fu molto popolare, mentre quella per Commodore 64 ottenne alcuni giudizi molto negativi; tra gli altri, la rivista britannica Commodore User arrivò ad assegnargli 1/10. Al contrario, per la portatile Game Boy ottenne invece diversi giudizi positivi.
La rivista Play Generation diede al remake Elevator Action Deluxe per PlayStation 3 un punteggio di 67/100, trovandolo un gioco frustrante e confusionario, che sarebbe piaciuto solo ai nostalgici o ai patiti della sfida più ardua.

## Eredità
Sono usciti vari cloni e rifacimenti del titolo, ad esempio per Game Boy Color e Game Boy Advance.
Nel 1994 è uscito un seguito ufficiale, Elevator Action Returns, che permette tra l'altro di giocare contemporaneamente in doppio. Un altro esclusivo nel formato da sala è stato pubblicato nel 2009, con il nome Elevator Action: Death Parade.
La conversione per Atari 2600 venne parzialmente sviluppata a suo tempo, ma mai completata. Al Classic Gaming Expo 2001 la CGE Services Corp. pubblicò questo prototipo, abbastanza giocabile, prodotto in circa duecento copie con confezioni ispirate a quelle classiche Atari.
Nel 2007 Elevator Action è stato anche reso disponibile per Virtual Console, incluso nelle raccolte Taito Legends e Taito Legends Power-Up, e prodotto per telefoni cellulari dalla Sony.
Nel 2011 fu pubblicato un nuovo remake per PlayStation Network, intitolato Elevator Action Deluxe, il quale presenta nuovi nemici, una modalità multiplayer in locale per quattro giocatori e tre medaglie da sbloccare per ogni livello.